# Richard Stumm
Richard Stumm (* 1900 in Worms; † 1971 ebenda) war ein deutscher Kunstmaler und Grafiker.

## Leben
Nach dem Ersten Weltkrieg, an dem er noch teilnehmen musste, studierte Stumm zunächst in Frankfurt am Main, anschließend an der Universität München Geschichte und Kunstgeschichte, wobei er insbesondere bei Heinrich Wölfflin Vorlesungen absolvierte. Seine künstlerische Ausbildung geht vornehmlich darauf zurück, dass ihn der durch seinen visionären Expressionismus bekannt gewordene Akademieprofessor Karl Caspar als Meisterschüler in sein Atelier aufnahm. Seit 1920 war er Mitglied der katholischen Studentenverbindung KDStV Rheno-Franconia München. Stumms Lebenswerk selbst steht jedoch dem Stil der Neuen Sachlichkeit am nächsten.
Seine erste Einzelausstellung hatte Sturm 1923 in der damaligen Hauptstelle der Sparkasse im heutigen Adenauerring. Im Treppenaufgang und im ersten Obergeschoss des Gebäudes sind heute noch zwei Werke vorhanden, die der Künstler damals als Wandgestaltung geschaffen hatte.
In der Zeit des Nationalsozialismus war Stumm obligatorisch Mitglied der Reichskammer der bildenden Künste. Für diese Zeit ist jedoch nur 1935 seine Teilnahme an der Ausstellung Kunstschau Deutsche Meister in Darmstadt sicher belegt.
Das Gesamtwerk Stumms zeichnet sich durch eine ungewöhnliche Vielseitigkeit der künstlerischen Felder wie auch der Techniken aus. So ist er nicht nur für seine Federzeichnungen und Aquarelle hervorgetreten, sondern auch als Maler, Plastiker und Grafiker tätig gewesen. Als Restaurator war er unter anderem an der Restaurierung der Wormser Liebfrauenkirche, dem Wormser Dom und der barocken Saalkirche in Mettenheim beteiligt.
Stumm ist durch 50 Jahre hindurch auch zum Chronisten seiner Heimatstadt Worms geworden, deren Ansichten er auf einer Vielzahl seiner Werke darstellte. Die Richard-Stumm-Straße in der Wormser Wohnsiedlung In den Lüssen ist nach ihm benannt.
In einem Porträt aus dem Jahre 1949 äußerte sich Richard Stumm wie folgt zu seinem Schaffen:

„Ich nehme alles als Maler. Philosophie, Literatur – alles das konnte und will ich niemals missen. Aber über allem steht mir die Malerei als Abbild des wahren Lebens, das ich voll und absolut bejahe. Anschluss an das Leben – das ist immer wieder Grundsatz meiner Arbeit.“

Im Mai 2019 wurde in Worms die Ausstellung Richard Stumm – Augenmensch und Augenzeuge eröffnet, in der neben Leihgaben vom Wormser Stadtarchiv zum ersten Mal ebenfalls Bilder, Zeichnungen und Grafiken aus privaten Sammlungen zu sehen waren. Der Katalog zur Ausstellung ist für den September 2020 angekündigt.
Richard Stumm ist der Vater des Marburger Künstlers Richard Stumm und Großvater des Schauspielers Fabian Stumm.

## Werke

### Plastisches Werk (Auswahl)
- Brunneneinfassung am Luginsland Worms
- Kinderfiguren in der Anlage vor dem Andreastor Worms
- Brunnenfigur Junge auf Fisch Worms
- Reliefkunst im Weißen Saal des Andreasmuseums Worms[4]
- Siegelrelief am ehemaligen Martinsstift Worms[4]
- Sandsteinsockel Karolingerstraße Worms

### Illustrationen (Auswahl)
- Alt-Worms. Ein Stadtbild von Friedrich M. Illert, Kranzbühler Verlag 1925 (50 Federzeichnungen)
- Denkschrift zum 100jährigen Bestehen der Städtischen Sparkasse Worms, Worms 1938 (Illustration und Buchgestaltung)
- Wormser Skizzenbuch. Zeichnungen aus den Jahren 1945 bis 1947, Norberg Verlag 1948
- Die alte Stadt: Bild und Schicksal der ehemals Freien Stadt Worms, Norberg Verlag 1950 (Federzeichnungen)
- Wormser Profile, Carl J. H. Villinger (Hrsg.) 1966
- Der Schlüssel, Gang durch Worms und seine Landschaft. Federzeichnungen von Richard Stumm von Ludwig Kramarczyk, 80 Abbildungen, Worms 1970.

- Die Geschichte von der Bu-Mä, Ein Kinderbuch von Ernst und Ida Kilb, Norberg Verlag 1942
- Osnabrück. Bild einer alten Stadt von Ludwig Bäte, Norberg Verlag 1952